# 천재교과서 밀크T
천재교과서 밀크T는 천재교과서에서2017년 4월 3일부터 운영하고 있는 학습 서비스이다.

## 학습 대상자
초등학생부터 고등학생까지 모두 사용 가능하다.
초등학생 이상이 아니더라도 밀크T Kids를 사용할 수 있다.

## 서비스
- 오늘의 학습
- 창의적 체험활동
- 학습 백과사전
- 천재북클럽
- 3초 보카
- 전체메뉴